# Robin de Ruiter
Robin de Ruiter (Enschede, 6. ožujka 1951.),  nizozemsko-španjolski novinar i publicist.
U Nizozemskoj provodi veći dio djetinjstva, a još kao mladić se s obitelji preselio u Španjolsku, gdje je 1975. diplomirao teologiju, povijest i hispanistiku. Svoja djela piše na španjolskom jeziku, a trenutno živi u Ekvadoru. Bio je dopisnikom i kolumnistom nekoliko španjolskih i latinoameričkih dnevnih tiskovina, a izvještavao je i pisao o politici, povijesti i religiji.:str. 467.
Djela su mu, osim na španjolskom i nizozemskom, objavljena i na engleskom, portugalskom, francuskom, talijanskom, poljskom, njemačkom, turskom, hrvatskom, češkom i srpskom jeziku.:str. 469-471.
Za svoju uspješnicu Moć koja se skriva iza terorističkih napada 11. rujna 2001. u Nizozemskoj 2005. biva nagrađen godišnjom nagradom »Frontier«. Svjetsko zlo i patnja objavljena je u više od stotinu zemalja.:str. 15.